# Superprestige 1983-1984
Navigation
1982-1983 1984-1985
La 2e édition du Superprestige s'est déroulée entre les mois de octobre 1983 et février 1984. Elle comprenait six manches disputées par les élites. Le classement général a été remporté par Hennie Stamsnijder pour la deuxième année consécutive.

## Hommes élites

### Résultats
| # | Date        | Lieu                                       | Vainqueur          | Deuxième           | Troisième          | Leader du classement général |
| - | ----------- | ------------------------------------------ | ------------------ | ------------------ | ------------------ | ---------------------------- |
| 1 | 10 octobre  | Zurich-Waid (Waidquer Zurich)              | Adrie van der Poel | Albert Zweifel     | Bernard Woodtli    | Adrie van der Poel           |
| 2 | 15 novembre | Valkenswaard (Cyclo-cross de Valkenswaard) | Roland Liboton     | Hennie Stamsnijder | Rein Groenendaal   |                              |
| 3 | 10 décembre | Diegem (Cyclo-cross de Diegem)             | Roland Liboton     | Hennie Stamsnijder | Albert Zweifel     |                              |
| 4 | 20 décembre | Zillebeke (Cyclo-cross de Zillebeke)       | Roland Liboton     | Hennie Stamsnijder | Yvan Messelis      |                              |
| 5 | 10 janvier  | Gavere (Cyclo-cross d'Asper-Gavere)        | Roland Liboton     | Hennie Stamsnijder | Albert Zweifel     |                              |
| 6 | 10 février  | Overijse (Druivencross)                    | Roland Liboton     | Albert Zweifel     | Hennie Stamsnijder | Hennie Stamsnijder           |

### Classement général
| Pos | Coureur            | Points |
| --- | ------------------ | ------ |
| 1   | Hennie Stamsnijder | 140    |
| 2   | Rein Groenendaal   | 129    |
| 3   | Albert Zweifel     | 127    |
| 4   | Roland Liboton     | 125    |
| 5   | Johan Ghyllebert   | 104    |
| 6   | Yvan Messelis      | 101    |
| 7   | Frank van Bakel    | 95     |
| 8   | Paul De Brauwer    | 94     |
| 9   | Rudy De Bie        | 91     |
| 10  | Ludo De Rey        | 70     |